# Provincia de Angaraes
La provincia de Angaraes es una de las siete que conforman el departamento de Huancavelica en el sur del Perú. Limita por el norte con la provincia de Acobamba, por el este con el departamento de Ayacucho, por el sur con la provincia de Huaytará y por el oeste con la provincia de Huancavelica.

## Historia

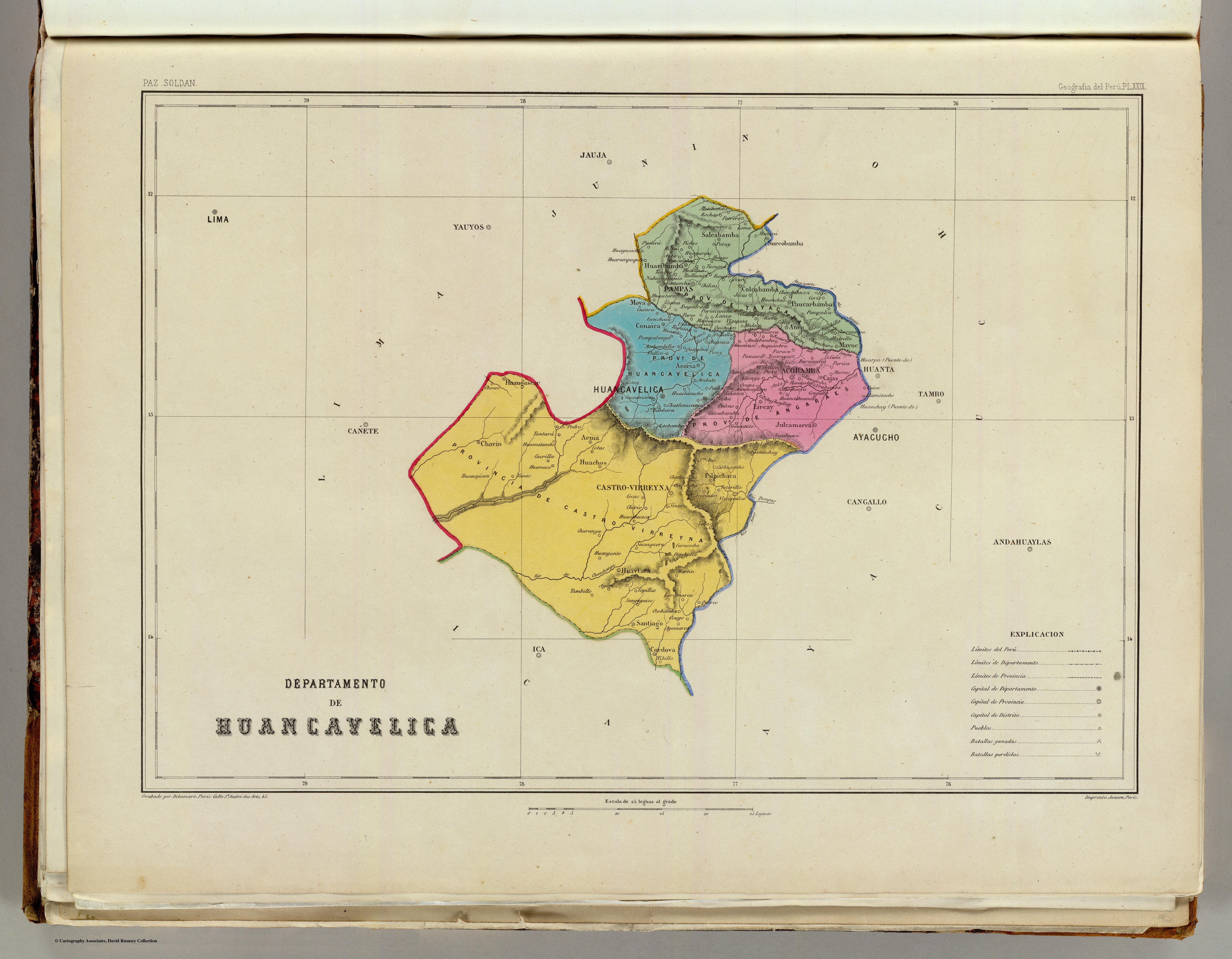
Mapa de Huancavelica en 1865

La provincia de Angaraes se crea mediante decreto supremo del 21 de junio de 1825 dado por el Libertador, Simón Bolívar, formando parte del departamento de Ayacucho. En 1826, el general Andrés de Santa Cruz incorpora Angaraes a la intendencia de Huancavelica como distrito, y el año 1847 se restablece la categoría de provincia por decreto supremo del presidente Ramón Castilla, conformada por los distritos de Julcamarca, Lircay y Acobamba; teniendo como capital al pueblo de Acobamba. En el gobierno de Mariano Ignacio Prado, el 8 de noviembre de 1879, se reconstituye la provincia de Angaraes, con Lircay como su capital.

## Etimología
Angaraes, etimológicamente, proviene de dos versiones:
anqara (plato grande) y anka ray (águila real).

## Geografía
La provincia tiene una extensión de 1910,82 km².

## Capital
La capital de esta provincia es la ciudad de Lircay. Es conocida como la Pequeña Suiza, por la belleza de sus paisajes y su clima que es bastante benigno y muy agradable. Como ciudad, se desarrolla dividida por dos ríos que corren paralelos, el Opamayo y el Sicra, determinando estos los límites naturales de sus tres barrios: Pueblo Nuevo, Pueblo Viejo y Bellavista.

## División administrativa
La provincia tiene una extensión de 1959,03 km² y se divide en 12 distritos: 
- Lircay
- Anchonga
- Callanmarca
- Ccochaccasa
- Chincho
- Congalla
- Huanca Huanca
- Huayllay Grande
- Julcamarca
- San Antonio de Antaparco
- Santo Tomás de Pata
- Seclla

## Población
La provincia tiene una población aproximada de 65 189 habitantes.

## Autoridades

### Regionales
- Consejeros regionales
  - 2019-2022[1]

  1. Ernesto Sánchez Zorrilla (Movimiento Regional Ayni)
  2. Fredy Roland Vidalón Peralta (Movimiento Independiente Trabajando para Todos)

### Municipales
- 2019-2022[1]
  - Alcalde: Jaime Davila Munarriz, del Movimiento Regional Ayni.
  - Regidores:

  1. Nemesio Paredes Marcañaupa (Movimiento Regional Ayni)
  2. Máximo Huacho Condori (Movimiento Regional Ayni)
  3. Mamerto Huincho Zevallos (Movimiento Regional Ayni)
  4. Antonio Auccasi Vargas (Movimiento Regional Ayni)
  5. Eustaquio Lizana Laura (Movimiento Regional Ayni)
  6. Edgar Huamaní Quispe (Movimiento Regional Ayni)
  7. Jorge Alberto Zúñiga Zorrilla (Movimiento Regional Agua)
  8. Griseldo Edgar Zorrilla Gutiérrez (Movimiento Independiente Trabajando para Todos)
  9. Jorge Francisco Torres Palacios (Movimiento Independiente de Campesinos y Profesionales)

## Festividades
- Julio: Virgen del Carmen
- Febrero: Carnaval Lirqueño
- Septiembre: Fiesta en Honor al Señor de Huayllay